# Каттасай (притока Дукентсая)
Каттаса́й (узб. Kattasoy, Каттасой) — гірська річка в Ахангаранському районі Ташкентської області, найбільша ліва притока річки Дукентсай. У верхів'ях носить назву  Аксу́ (узб. Oqsuv, Оқсув).

## Опис
Довжина Каттасая складає 20 км, площа басейну - 86 км. Середньорічна витрата води оцінюється в 1,0-1,5 м / с. Річка повноводна в літній період, наприкінці літа та осінні місяці стік знижується.
Каттасай протікає у вузькій долині з високими та крутими схилами та має кам'янисте русло.

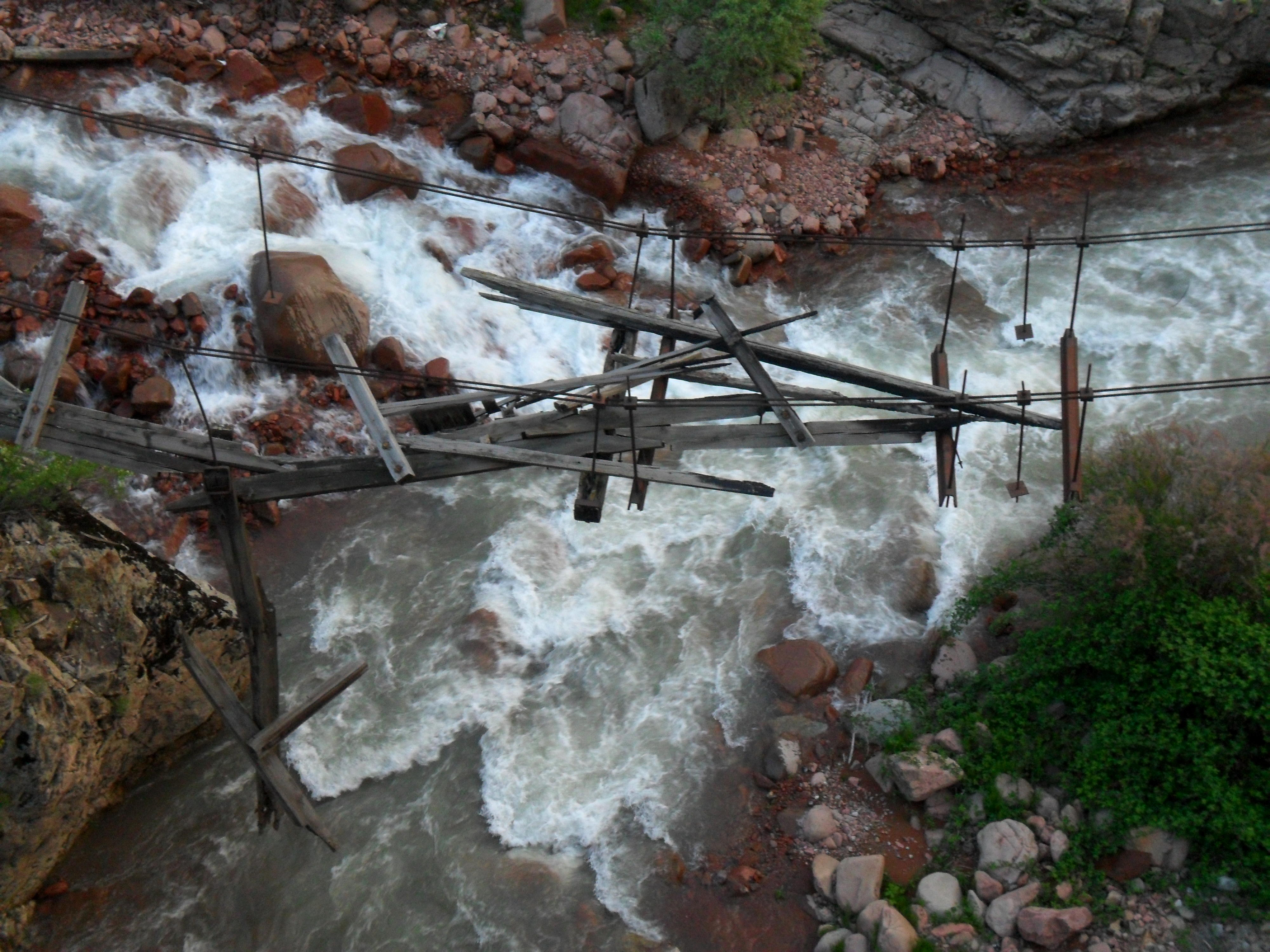
Каттасай з притоком Джакіндек (підходить зліва)
Річка бере початок від джерел на південному схилі Чаткальського хребта, на висоті понад 2000 м в районі перевалу Адамташ. Спочатку річка тече на схід, лише з незначним ухилом на південь, проте поблизу руїн Раїн (біля гори Чілтанбоа) повертає на південний схід і зберігає такий напрямок аж до гирла. Проходить вздовж хребта Чілтенбоа.
Перед закінченням сай обводнює місто Янгіабад і зрошує довколишні земельні угіддя. За Янгіабадом впадає ліворуч у річку Дукентсай.
У долині Каттасая трохи вище за Янгіабад розташовується турбаза.

## Притоки Каттасая
Каттасай вбирає води 46 невеликих приток. Протяжними є впадають зліва Киздарак і Джакіндек (у верхів'ях — Яхандак).